# Socket 7
Socket 7 — процессорный разъём, заменивший более ранний Socket 5. Socket 7 совместим с многими центральными процессорами, работающими при напряжениях 2,0—3,5 В.
По сравнению с Socket 5 Socket 7 имеет один дополнительный контакт. Socket 7, в отличие от Socket 5, позволяет подавать на процессор два напряжения питания, первое для блоков ввода/вывода процессора и второе для ядра процессора. (Однако не все изготовители обеспечивали двойное питание на первых моделях своих материнских плат с разъемом Socket 7).
Любой процессор, совместимый с Socket 5, может работать в материнской плате с Socket 7.
Среди совместимых с Socket 7 процессоров: Intel Pentium с частотами 75—200 МГц, Pentium MMX с частотами 166—233 МГц, AMD K5, AMD K6, AMD K6-2, AMD K6-III, AMD K6-2+, AMD K6-III+, Cyrix 6x86 P120—P233, Cyrix 6x86MX, IDT WinChip, Rise Technology mP6.
Socket 7 рассчитан на тип корпуса SPGA. Он выпускался в 2 модификациях: 296-контактный LIF с матрицей 37×37, 321-контактный ZIF с матрицей 19×19 (гораздо более распространён).
Позже появилась модификация Super Socket 7, разработанная для процессоров AMD K6-2 и AMD K6-III и работающая на более высоких частотах системной шины FSB.
Процессоры AMD K6-III, AMD K6-2+, AMD K6-III+ можно 
устанавливать только на тех материнских платах с разъемом Socket 7, которые подают на процессор два напряжения питания, первое для блоков ввода/вывода процессора и второе для ядра процессора.